# Delias marguerita
Delias marguerita is een vlindersoort uit de familie van de Pieridae (witjes), onderfamilie Pierinae.
Delias marguerita werd in 1922 beschreven door Joicey & Talbot.